# 眠れる惑星
『眠れる惑星』（ねむれるほし）は、陽気婢作のSF漫画作品である。「月刊サンデーGENE-X」（小学館）誌上で2004年11月から2007年10月まで連載された。
作者が「中学時代の妄想」と語る通り、一般誌の連載作品ではあるが性描写が全編に渡って描かれている。しかしながら作品世界はSF的な謎に包まれており、物語の軸はその謎の究明などを中心に進んで行く。

## ストーリー
主人公の高校生永井淳平は、ある朝、目が覚めると、自分以外の人類誰もが目を覚まさず眠り続けていることに気がつく。淳平は街を彷徨い、ファミリーレストランで眠っている吉野恵美を陵辱する。すると吉野は目を覚まし、2人は眠っている人を起こす方法はHすること、と考える。試しに吉野の友人の尾美房江とセックスすると眠りが覚めた。
淳平は、目覚めた吉野と尾美とともに気になっている同級生の深町悦吏子を探す。程なく悦吏子は見つかり、淳平はHをして悦吏子の目を覚ます。悦吏子は「季節外れのバケーションをもらったみたい」とすべての人が眠っていることを好意的に受け入れ、淳平には「初めてなのに眠っていたので、もう一度したい」といい、2人で一夜を共にする。翌朝、淳平が目覚めると、悦吏子は失踪していた。
悦吏子を探して２週間が経過したある日、淳平はヘリコプターが１機上空を飛んでいるのを見た。ヘリコプターは淳平の目の前に着陸し、中から女性パイロットが降りてきた。パイロットは淳平に白石亜希と名乗り、姿を表した悦吏子と共に淳平はヘリコプターに乗り目的地に到着した。
目的地には、淳平が知らない多数の女性が、淳平の到着を待っていた。

## 登場人物

### 初期登場人物
永井淳平（ながい じゅんぺい）
高1、主人公。全ての人が眠りついた世界で唯一、目を覚ました男。内向的であるものの、同級生から「女子は王子を求めている。」と聞かされる。
吉野恵美（よしの めぐみ）
淳平に最初に目覚めさせられた女性。問題の解決のために尾美を紹介する。ファミレスのウエイトレス。
眠っている間に淳平に襲われたのを根に持っているのか、協力者にはなるがあまり心を許していない。尾美と他のメンバーが対立したときは中立的立場で仲裁役に。
尾美房江（おみ ふさえ）
淳平によって目覚めた2人目の女性。生命科学学者。ボブにメガネが特徴。淳平の精子によって女性を目覚めさせる方法を発見。
眠ってしまった世界の謎を究明すべく研究中だが、秘密主義ゆえに他のメンバーから懐疑心を持たれることも。
深町悦吏子（ふかまち えりこ）
高1、淳平が以前から片想いを抱いていた同級生。本当に好きな女性とするべきだとの吉野と尾美の勧めにより、淳平によって目覚めさせられる。目覚めた後は両想いになるものの・・・。

### 尾美によって目覚めた女性たち

#### 大学生
二宮香（にのみや かおる）
薬学部2年、20歳。性欲旺盛で、眠っている男性とも性交を試みる。
村松清美（むらまつ きよみ）
法学部3年、21歳。尾美の方針に拒否感を持ち、皆の前から姿を消す。
諸井志保（もろい しほ）
法学部1年、19歳。清美とはレズビアンのカップル。
酒井照代（さかい てるよ）
文学部4年、21歳。
沼寺亜梨子（ぬまでら ありす）
文学部3年、20歳。趣味は写真撮影。
真野明穂（まの あきほ）
文学部4年、22歳
安岡麗（やすおか れい）
経済学部3年、20歳。裕香の友人。アイドルや銀幕スターに憧れていて生身の男と付き合ったことが無かったが、淳平によって性に目覚める。
羽多野裕佳（はたの ゆか）
経済学部3年、21歳。麗と共に、淳平に性的好奇心を持ち始める。

#### 大学院生
浅倉久美（あさくら くみ）
薬学・院2年、25歳。志信の姉。尾美の助手として研究を進める。
高畠文（たかばたけ あや）
工学・院2年、24歳。尾美の秘密主義に不安感を覚えつつも、助手として研究に協力。

#### その他の女性
白石亜希（しらいし あき）
陸自・曹長、23歳。職業上の特性を生かし、調査・探索を担当する。
浅倉志信（あさくら しのぶ）
高2、17歳。久美の妹。淳平らと年齢が近いということで案内役にするために尾美によって目覚めさせられる。芸能界を夢見る風花をプロデュースするのが趣味。
間風花（はざま ふうか）
高2、16歳。志信の友人。夢は芸能界入り。消極的だった過去と違って目覚めた後は積極的になるものの、性的なことだけは純情派。
山口順子（やまぐちじゅんこ）
調理師、33歳。皆の食事係として好評を得るが、淳平と直接性交しなければ再び眠ってしまうと判明したとき、自分の旦那と子供の横で眠りに就くことを選ぶ。
池尾美香（いけお みか）
美容師、20歳。

### 夢遊病者
ドリー
本名不明。淳平以外に動いている男として発見されるが夢遊病と判明。ドリーマーということでドリーと呼ばれる。
天沢泰子（あまざわ やすこ）
尾美による実験で、ドリーの精液でも目覚めることができるか実験台になるが失敗。夢遊病となる。
大久保寛子（おおくぼ ひろこ）
夢遊病の者を淳平によって目覚めさせる実験の対象となるが、清美に操られ淳平にメッセージを託す。実験は中止。
池田真智（いけだ まち）
夢遊病のまま落書きを書く。そこには謎の鍵が隠されているのかもしれないが、不明。

## 単行本
サンデーGXコミックス
1. 『眠れる惑星 1』 2006年1月19日発売 ISBN 409157016X
2. 『眠れる惑星 2』 2006年10月19日発売 ISBN 4091570682
3. 『眠れる惑星 3』 2007年6月19日発売 ISBN 9784091570963
4. 『眠れる惑星 4』 2008年2月19日発売 ISBN 9784091571250